# NGC 6489
NGC 6489 este o galaxie situată în constelația Dragonul. A fost descoperită în 5 iunie 1885 de către Lewis A. Swift.